# Monchu
Ramón Rodríguez Jiménez, plus connu sous le nom de Monchu, né le 13 septembre 1999 à Montpellier, est un footballeur espagnol qui évolue au poste de milieu de terrain à l'Aris Salonique.

## Biographie

### Carrière en club
Formé au RCD Majorque, Monchu rejoint le FC Barcelone en 2012.
Devenu un joueur régulier avec le Barça B — dont il est le capitaine titulaire lors de la saison 2019-20 — il fait ses débuts pour les blaugrana le 8 août 2020 en Ligue des champions à l'occasion du match retour de huitième de finale contre le SSC Naples, remportée 3-1 par Barcelone, qui se qualifie ainsi pour les quarts de finale de la compétition.

## Palmarès
| FC Barcelone - UEFA Youth League - Champion en 2017-18 |